# Söndagsbarn (1980)
Söndagsbarn, västtysk film från 1980.

## Om filmen
Filmen är inspelad i Hüttenheimgruvan och Marktbreit i Bayern. Den hade västtysk premiär den 23 februari 1980.

## Rollista
- Nora Barner - Elsie
- Hartmut Becker - Konradi
- Friedrich von Thun
- Pola Kinski - Lona
- Caroline Ohrner - Inka
- Erika Pluhar - Mamma
- Elisabeth Schwarz - Thilda
- Gerd Seid - Pappa